# G.A. Müller (Fleischwarenhersteller)
Die G.A. Müller GmbH ist ein ursprünglich in Neu-Isenburg und seit 2011 in Lich ansässiges Unternehmen, das die älteste industrielle Fertigung von Frankfurter Würstchen fortführt.

## Geschichte
Im Jahr 1860 gründete der Metzger Georg Adam Müller den ersten Betrieb, der Frankfurter Würstchen in industrieller Fertigung herstellte. Müller machte die Frankfurter Würstchen außerdem in den Vereinigten Staaten bekannt. Der Aufbau des Unternehmens, gestärkt durch den Export der ersten Wurstkonserven nach Amerika, wurde durch den Ersten und den Zweiten Weltkrieg fast vollständig zunichtegemacht. Die Familie des Gründers führte das Unternehmen zwar noch bis 1972 fort, doch wurde es nie wieder international so bedeutend wie vor den zwei Kriegen. Der Betrieb wurde 1972 an den Metzger Josef Grünewald verkauft, welcher das Unternehmen zusammen mit seinen beiden Söhnen wieder ausbauen wollte. Diese Pläne wurden jedoch durch einen Brand im Jahr 1992 vereitelt, der alle Produktionsgebäude zerstörte.
Danach wurde das Unternehmen von der Oldenburger Fleischwaren Holding übernommen, die das Ziel verfolgt, die Produkte deutschlandweit zu vertreiben. Als erstes fleischverarbeitendes Unternehmen wurde die G.A. Müller GmbH im Jahr 2005 aufgrund ihrer Ansprüche an die Qualität der eigenen Produkte nach IFS und nach ISO für gehobene Qualität und effektives Qualitätsmanagement zertifiziert.

## Gegenwart
Heute hat das Unternehmen, trotz der verschiedenen Besitzer, seine familiären Strukturen bewahrt. Viele der heute etwa 70 Mitarbeiter arbeiten seit Jahrzehnten für das Unternehmen. Hergestellt werden neben Frankfurter Würstchen auch andere Wurstsorten, wie z. B. Fleischwurst und Rindswurst. Diese Würste werden meistens nach alten Frankfurter Rezepten hergestellt.
2011 wurde die Produktion in ein neues Produktionswerk in Lich verlagert. In Neu-Isenburg existiert lediglich noch ein Werksverkauf.